# Nicolò Barella
Nicolò Barella (* 7. Februar 1997 in Cagliari) ist ein italienischer Fußballspieler. Der Mittelfeldspieler steht in Diensten von Inter Mailand und ist Nationalspieler.

## Karriere

### Im Verein
Barella entstammt der Jugend von Cagliari Calcio, der er bis 2015 angehörte. In der Rückrunde der Spielzeit 2013/14 stand Barella erstmals im Kader der Profimannschaft. Ab der Spielzeit 2014/15 gehörte er zur Profimannschaft und stand regelmäßig im Kader. Seine erste Partie in der Serie A absolvierte Barella am 4. Mai 2015 beim 4:0-Sieg über den FC Parma. Er kam in der Saison 2014/15, an dessen Ende Cagliari in die Serie B abstieg, auf zwei weitere Einsätze für die Rossoblù. In der Hinrunde der Spielzeit 2015/16 wurde Barella in fünf Partien eingesetzt und stand regelmäßig im Kader, bevor er für die Rückrunde an den Ligakonkurrenten Como Calcio verliehen wurde. In 16 Partien kam Barella für Como Calcio zum Einsatz, das als Tabellenletzter in die Lega Pro abstieg. Zur Spielzeit 2016/17 kehrte Barella nach Cagliari zurück.
Zur Saison 2019/20 wechselte Barella zu Inter Mailand.

### In der Nationalmannschaft
Barella ist seit 2012 in verschiedenen Junioren-Nationalmannschaften Italiens aktiv. Mit der U-19-Auswahl nahm Barella an der U-19-Europameisterschaft 2016 teil und erreichte das Finale, in dem man Frankreich jedoch mit 0:4 unterlag.
Bei der siegreichen Europameisterschaft 2021 stand er im italienischen Kader und kam in sechs der sieben Spiele zum Einsatz.

## Erfolge
Nationalmannschaft
- Europameister: 2021

auf Vereinsebene
- Italienischer Meister: 2021, 2024
- Italienischer Supercupsieger: 2021
- Italienischer Pokalsieger: 2022, 2023

Persönliche Auszeichnungen
- Nominierung für den Ballon d’Or: 2021 (26. Platz), 2023 (27.)
- Verdienstorden der Italienischen Republik (Ritter) – für den Gewinn der Europameisterschaft 2021[3]
- Bester Mittelfeldspieler der Serie A (2): 2020/21 und 2022/23
- Premio Bulgarelli Number 8: 2018/19
- Team des Jahres der Serie A (6): 2019, 2020, 2021, 2022, 2023, 2024